# Niko Omilana
Niko Omilana   (Staffordshire, 4 de març de 1998) és un youtuber anglès conegut pels seus vídeos de broma. A més, es va presentar com a candidat a l'alcaldia de Londres en 2021 i va quedar cinquè.
Niko va néixer i va créixer en Staffordshire. És un youtuber que ha guanyat popularitat amb els seus vídeos de paròdia, sketchs còmics originals, bromes i diverses entrades de vlogs. També és el fundador i autoanomenat «líder suprem» de la Niko Defence League (NDL), una paròdia de l'organització d'extrema dreta English Defence League.